# سعید متین‌پور
سعید متین پور نویسنده، روزنامه‌نگار فعال مدنی آذربایجان است. او متولد ۱۳۵۴ شهر زنجان می‌باشد وی به خاطر فعالیت‌هایش چندین بار توسط وزارت اطلاعات جمهوری اسلامی ایران بازداشت شده است. متین پور فارغ‌التحصیل فلسفه از دانشگاه تهران است. وی در تاریخ ۴ شهریور ۱۳۹۴ پس از تحمل ۷سال زندان از زندان زنجان آزاد شد.

## تولد و تحصیلات
سعید متین‌پور در ۳۱ شهریور ۱۳۵۵ در زنجان متولد شد. او فارغ‌التحصیل دانشکده فلسفه دانشگاه تهران است.

## فعالیتها
سعید در تحریریه‌های هفته‌نامه‌ها و مجلات ترکی و فارسی از جمله «امید زنجان»، «پیک آذر»، «موج بیداری»، «بهار زنجان» و «دیلمج» فعالیت داشته است در این نشریات به مسائل فرهنگی آذربایجان، تدریس و ترویج زبان ترکی آذربایجانی و همچنین فعالیت‌های انجمن‌های مرتبط پرداخته می‌شد. آثار نویسندگان و شاعران محلی نیز در این مجلات منتشر می‌شد
در دهه هفتاد، او به‌طور فعال در انجمن ادبی «ایشیق» که در زنجان تأسیس شده بود، شرکت داشت. این انجمن بیشتر محل گردهمایی ترک‌گرایان بود و در جلسات هفتگی آن، مباحثی در مورد زبان مادری، تاریخ و ادبیات انجام می‌شد. در سال ۱۳۸۰، انجمن ادبی «ایشیق» فعالیت خود را متوقف کرد. همان سال، سعید متین‌پور در زنجان کتابفروشی‌ای به نام «ایشیق یول» افتتاح کرد که در سال ۱۳۸۵ توسط پلیس تعطیل شد.

## بازداشت در خرداد ۱۳۸۶
سعید متین پور شب ۴ خرداد ۱۳۸۶ در حالیکه به همراه همسر خود عطیه طاهری از یکی از خیابان‌های زنجان عبور می‌کرد، دستگیر شد. مأموران بعد از دستگیری همسر او را به خانه برده، آنجا را گشتند و سپس متین پور را به بازداشتگاه منتقل کردند. آن‌ها کامپیوتر شخصی متین پور و کتاب‌ها و دیگر اشیاء شخصی آن‌ها را ضبط کردند. آن‌ها خط تلفن را قطع کرده و به عطیه طاهری گفته بودند نباید به کسی خبر بدهد.
او تا تاریخ ۸ اسفند ۱۳۸۶ که با وثیقه ۵۰۰ میلیون تومانی آزاد شد، تحت شکنجه و آزار ادیت روانی در بازداشتگاه‌های اداره اطلاعات زنجان و بند ۲۰۹ زندان اوین نگهداری می‌شد. وی در این مدت دسترسی به وکیل مدافع نداشت و خانواده اش نیز از او بی‌خبر بودند.

## شکنجه در زندان
بنا به گزارش‌های سازمان‌های مدافع حقوق بشر، مأموران اطلاعات جهت گرفتن اعتراف مقابل دوربین او را شکنجه می‌کردند. آن‌ها همچنین جهت افزودن فشار بر وی برادرش علیرضا متین پور را هم در تاریخ ۲۸ اوت دستگیر و زندانی کردند.

## بازداشت در روز جهانی زبان مادری
سعید متین پور در بهمن ۱۳۸۶ نیز، به دلیل شرکت در اعتراضات به مناسبت «روز جهانی زبان مادری»، به مدت ۱۰ روز در بازداشت به سر برده بود.

## حکم هشت سال زندان
در سال ۱۳۸۸، سعید متین‌پور در شعبه ۱۵ دادگاه انقلاب تهران به ریاست قاضی صلواتی، به ۸ سال زندان محکوم شد. اگرچه در هنگام محاکمه به او وکیل داده شد، اما سعید متین‌پور حق دفاع از خود را نداشت و تنها سه دقیقه برای دفاع از خود به او فرصت داده شد. با وجود درخواست تجدیدنظر در حکم دادگاه، این درخواست رد شد و سعید متین‌پور به ارتباط با خارجی‌ها و تبلیغ علیه نظام جمهوری اسلامی ایران متهم شد. در ۲۰ تیر ۱۳۸۸، برای گذراندن دوره محکومیت خود به زندان اوین منتقل شد.

## آزادی از زندان
سعید متین پور در مورخه ۴ شهریور ۱۳۹۴، پس از گذراندان ۷ سال حبس، طبق ماده ۱۳۴ قوانین جزائی ایران، از زندان زنجان آزاد گردید.